# هانس أدلر (كاتب)
هانس أدلر (بالألمانية: H. G. Adler)‏ (و. 1910 – 1988 م) هو كاتب نمساوي، ولد في براغ، توفي في لندن، عن عمر يناهز 78 عاماً.

## التعليم
تعلم في جامعة كارلوفا
.

## جوائز
حصل على جوائز منها:
- ميدالية روبر روزنزفايغ  [لغات أخرى]‏ (1974)
- Charles Veillon prize in the German language ‏ (1969)
- الوسام النمساوي للعلوم والفنون  [لغات أخرى]‏
- وسام صليب القائد من رتبة استحقاق من جمهورية ألمانيا الاتحادية

## روابط خارجية
- هانس أدلر على موقع مونزينجر (الألمانية)
- هانس أدلر على موقع ميوزك برينز (الإنجليزية)